# Навуходоносор IV
Навуходоно́сор IV (Набу́-куду́ррі-у́цур) — керівник повстання проти персів у Вавилонії 521 року до н. е., самопроголошений цар Вавилона.

## Життєпис
Походження Навуходоносора IV наразі не з'ясовано. Бехістунський напис у перському й еламському варіантах, а також деякі дослідники називають Араху «вірменином», в аккадському варіанті — «урартом». Натомість також існують версії, що Навуходоносор — власне ім'я вождя і що він був вавилонянином.
522 року до н. е. у Вавилонії спалахнуло повстання на чолі з Навуходоносором III. Незважаючи на придушення заколоту Дарієм I, напруженість зберігалась, і 521 року до н. е. стались нові виступи.
Відповідно до Бехістунського напису дехто Араха, син Халдіти, вдаючи з себе Навуходоносора, сина Набоніда, підбурив повстання у Вавилонії. Обставини, за яких спалахнуло повстання, наразі не зовсім зрозумілі: в перському варіанті йдеться про те, що Араха з'явився в області Дубала, де він ніби обманював народ, після чого той перейшов на бік Арахи. В еламському варіанті Дубала названа містом у Вавилонії. Зрештою, в аккадському варіанті йдеться про те, що Араха повстав в Урі.
Починаючи з серпня 521 року до н. е. вавилонські документи датовані першим роком царювання Навуходоносора IV. Імовірно, він зміг захопити всю країну. Араха зумів зібрати військо чисельністю 2497 вояків. На придушення повстання вирушила армія під командуванням Віндафарни. 27 листопада 521 року відбулась битва, в результаті якої військо заколотників зазнало нищівної поразки. Навуходоносор IV і його найближчі прибічники були посаджені на палю у Вавилоні.